# ガゼッタ・デロ・スポルト
ガゼッタ・デロ・スポルト（伊: La Gazzetta dello Sport）は、イタリアのスポーツ新聞。1896年4月3日に創刊された。スポーツ報道以外にも1909年から開催されている自転車ロードレース、ジロ・デ・イタリアを主催していた（現在はガゼッタ紙が所属するメディアグループ"RCS"の系列企業であるRCSスポルトの主催で開催されている）。

## 概要
ガゼッタ・デロ・スポルト（以下「ガゼッタ」）はピンク色をした紙面が特徴で、自転車レース「ジロ・デ・イタリア」のメインスポンサーで大会カラー、リーダージャージ「マリア・ローザ」がピンク色なのも紙面にあやかってのことである。発行部数は40万部／日、読者数は300万人超とされている（月曜日は、週末のスポーツイベントを掲載することから発行部数はさらに多いと推定されている）。土曜日発行分には付録週刊誌「スポーツウィーク」が付いている。
あらゆるスポーツイベントの報道を行っているが、その中でもサッカーの報道の比重が高く40ページ中、24から28ページを占めている。記事の内容は、試合結果等を純粋に報道するというよりも、扇情的な内容のものが多くなっている。しかしながら、2006年にイタリアのサッカー界を揺るがしたカルチョ・スキャンダルではガゼッタの報道が大きな影響を与えた。ミラノに本拠地を置いているため、サッカーの中でも、ACミランとインテル・ミラノの記事が中心である。イタリアのスポーツ紙は、トリノの「トゥットスポルト」やローマの「コッリエーレ・デッロ・スポルト」もガゼッタと同様に地元のチームを中心に報道する傾向にある。
日本においては中田英寿がセリエAで活躍するようになった際の報道で、この新聞での評価（10点満点で平均点を6点とする採点）を紹介することが多くなり、名前が知られるようになった。
満点の10点は1998年までは出ておらず、最高得点はナポリに所属していた時のディエゴ・マラドーナの9点である。そして、1998年にアレッシオ・スカルピが、サッカーのプレーではなく、試合中の人命救助行為で初めて10点を付けられた。詳細はアレッシオ・スカルピ#エピソードを参照。
また、2006 FIFAワールドカップでイタリア代表が優勝した時に、監督のマルチェロ・リッピ、GKのジャンルイジ・ブッフォン、DFのファビオ・カンナヴァーロに与えられたが、これは優勝チームというひいきも含まれている。
純粋にプレー内容で与えられたのは、現在のところ2000年5月に行われたUEFAチャンピオンズリーグ進出をかけたプレーオフであるインテルナツィオナーレ・ミラノ対パルマFC戦において、先制点と決勝点を挙げたロベルト・バッジョのただ一人である。

## リンク
- ガゼッタ・デロ・スポルト（イタリア語）